# Ferruccio Caceffo
Ferruccio Caceffo (Ca' di David, 6 giugno 1935) è un ex calciatore italiano, di ruolo centrocampista.

## Carriera
Giocò in Serie A con il Catania dal 1960 in poi, con i rossoazzurri aveva giocato pure in Serie B a partire dal 1957.

## Palmarès

### Club

#### Competizioni nazionali
- IV Serie: 1

Bolzano: 1955-1956